# Nomada makilingensis
Nomada makilingensis är en biart som beskrevs av Cockerell 1915. Nomada makilingensis ingår i släktet gökbin, och familjen långtungebin. Inga underarter finns listade i Catalogue of Life.